# Ipogei ellenistici di Napoli
Gli ipogei ellenistici di Napoli sono degli antichi siti cimiteriali sotterranei di Napoli. La maggior parte di essi è locata tra via Arena alla Sanità, via Santa Maria Antesaecula, via Vergini, via Cristallini, noto come l'ipogeo dei Cristallini, via Foria e vico Traetta, assumendo il carattere di necropoli in quanto molti erano situati in serie lungo una coeva strada pubblica, dove in età classica si potevano tranquillamente ammirare gli accessi.
Le tombe, risalenti al IV-III secolo a.C., sono situate ad una profondità di circa 10-12 metri. Sono caratterizzate da sarcofagi dipinti e scolpiti con vivaci colori e circondano le tombe alessandrine, macedoni ed anatoliche. 
Questi sepolcreti, inoltre, simoboleggiano le espressioni dell'aristocrazia napoletana del periodo, nate dall'unione di elementi greci e sanniti. Inoltre, molti elementi presenti in questi reperti farebbero pensare anche ad influenze da parte del Medio ed Estremo Oriente. I sarcofagi del sepolcreto di via Cristallini ad esempio mostrano delle pitture riconducibili alla cultura egizia.